# Электроника ИМ-50
Электроника ИМ-50. Весёлая арифметика — электронная игра, одна из серии советских портативных электронных игр с жидкокристаллическим экраном, производимых под торговой маркой Электроника. Все электронные микропроцессорные игры серии Электроника имеют схожий дизайн и управление, по сути многие игры являлись клонами игры Электроника ИМ-02. Ну, погоди!, «Веселый повар» и «Тайны океана» только с разными дисплеями, но «Весёлая арифметика», как и «Авторалли», наиболее отлична от других игр серии.

## Описание игры
Это самая особенная игра серии. Имеет не одну, а несколько мелодий, часы 12-и и 24-х часового цикла, 12 вариантов игры и дополнительную бонусную игру, не доступную в обычном режиме, а открывающуюся после достижения определённого количества очков. Главным персонажем игры является Незнайка — герой популярных детских книг.

### Экран и Управление
Справа вверху находится основное табло, на котором отображается пример решения. Ниже расположены четыре табло с вариантами решения. Выбор варианта решения осуществляется четырьмя кнопками, а персонаж Незнайка показывает выбранное табло указкой.
За правильные ответы начисляются очки, за ошибку — штрафное очко, количество которых указывается звёздочками, после третьего штрафного очка игра заканчивается.

### Варианты игры
1. Самая простая игра. На основном табло появляется число от 1-99, и нужно указать такое же число на табло результатов.
2. Варианты первой игры с той лишь разницей, что число на основном табло отображается в течение лишь одной секунды, а затем гаснет.
3. Вы должны показать наибольшее число на табло с результатами.
4. Вы должны показать наименьшее число на табло с результатами.
5. Вы должны показать результат сложения чисел.
6. Вы должны показать результат вычитания чисел.
7. Вы должны показать результат умножения чисел.
8. Вы должны показать результат деления чисел.
9. Вы должны показать результат сложения чисел, но в отличие от п. 5, цифры результата нужно сформировать самому на основном табло. Например, нужно сложить числа 67 и 58. После показа примера на основном табло в четырёх игровых окошках начинают двигаться предполагаемые цифры результата. Любые, в хаотичном порядке. Задача игрока — быстро посчитать в уме результат и начать «ловить» все неправильные цифры до того момента, как появится сначала 1 — первая цифра результата сложения, затем 2 и, наконец, 5. Эти цифры нужно пропускать — они автоматически попадут на основное табло и сформируют правильный ответ — 125. После полного высвечивания результата игрок получает одно очко и переходит к следующему примеру, который появляется сразу.
10. Аналогично п. 9, но нужно показать результат вычитания чисел.
11. Аналогично п. 9, но нужно показать результат умножения чисел.
12. Аналогично п. 9, но нужно показать результат деления чисел.

Бонусная игра. Её принцип мало отличается от принципа большинства классических игр серии Электроника, в частности «Ну, погоди!», с тем лишь отличием, что нужно ловить не яйца, а числа «5» — своеобразную награду за любую полностью пройденную из 12 вышеперечисленных игр. «Пятёрки» постепенно двигаются в игровых окошках к Незнайке, а он должен успевать их «ловить». С возрастанием очков, увеличивается, соответственно и скорость передвижения «Пятёрок». Игра заканчивается после набора трёх штрафных очков, получаемых за пропущенные «Пятёрки».

## Недостатки

### Энергопотребление
В силу необходимости математических вычислений устройство было снабжено процессорным блоком КБ1515ХМ3 2-006. Базовый процессор других игр серии является четырёхразрядным, и из арифметических операций способен выполнять только сложение. Поэтому игра потребляет больше электроэнергии, что проявляется в снижении контрастности уже при начале падения ёмкости батарей, те же батареи в других играх серии не дают такого снижения контрастности.

### Ошибки в микропрограмме
Игра разрабатывалась советскими инженерами без использования аналогов. В микропрограмме игры есть несколько досадных ошибок, некоторые из них фатальны.

## Фотографии
|  |  |